# トッレベルヴィチーノ
トッレベルヴィチーノ（伊: Torrebelvicino）は、イタリア共和国ヴェネト州ヴィチェンツァ県にある、人口約5,800人の基礎自治体（コムーネ）。

## 地理

### 位置・広がり

#### 隣接コムーネ
隣接するコムーネは以下の通り。
- レコアーロ・テルメ
- スキーオ
- ヴァルダーニョ
- ヴァッリ・デル・パズービオ

### 気候分類・地震分類
気候分類では、zona E, 2666 GGに分類される。
また、イタリアの地震リスク階級 (it) では、zona 2 (sismicità media) に分類される。